# Umspannwerk Wilhelmsruh
Das Umspannwerk Wilhelmsruh (ⓘ) ist ein Baudenkmal und ein Umspannwerk im Berliner Ortsteil Wilhelmsruh des Bezirks Pankow.

## Geschichte
Das Umspannwerk Wilhelmsruh entstand im Auftrag der damaligen Bewag vom Architekten Hans Heinrich Müller zwischen den Jahren 1925 und 1926 und steht in der Kopenhagener Straße 83, 85 und 89. Die Porzellanfabrik in Freiburg diente als Entwurfsgrundlage. In den Jahren 2004 bis 2008 wurde das Gebäude nach Plänen des Architekten Max Dudler zu einem Bürogebäude umgebaut.
Mit dem Beginn des Schuljahres 2024/25 zieht im August 2024 das Inge-Deutschkron-Gymnasium in das Umspannwerk. Das ehemalige Gymnasium am Europasportpark, das als Berlins marodeste Schule galt, bekommt damit einen neuen Standort.

## Beschreibung
Die Einrichtungen des Umspannwerkes waren in um einen Hof angeordneten Baukörpern untergebracht; das ovale Wartengebäude bildet das Zentrum. Das hohe Schalthaus mit seiner abgetreppten Rückfront und den aufragenden Treppentürmen befindet sich vom Straßenraum abgerückt an der hinteren Grundstücksgrenze, die langgestreckte Phasenschieberhalle liegt dazu parallel an der Straßenfront und wird seitlich von jeweils einem fünfgeschossigen Wohnturm abgeschlossen. Zwischen der Phasenschieberhalle und dem Schalthaus wurden in den Seitenflügeln die Transformatoren aufgestellt. Diese sind mit den hohen Treppentürmen an das Schalthaus angeschlossen.
Die Backsteinfassaden sind durch abgetreppte geschossübergreifende Lisenen mit segmentbogigen Abschlüssen gegliedert.